# 古俣聖
古俣 聖（こまた あきら、1998年1月31日 - ）は、日本のフェンシング選手。新潟県民栄誉賞受賞者。

## 経歴
新潟県新潟市西区出身。フェンシング一家に育ち、5歳で競技を始めた。父の古俣治久は、世界選手権に出場経験のある元エペの選手。2歳上の姉ともに、自宅脇の練習場で高校卒業まで指導を受けた。
2016年、新潟第一高等学校卒業。2020年、中央大学法学部卒業。2020年4月、本間組入社。2024年5月、パリ五輪フェンシング男子エペ代表(団体リザーブ選手)に内定。
2024年8月2日、2024年パリオリンピックフェンシング男子エペ団体で、日本はハンガリーに延長戦の末、25-26で敗れ、銀メダルとなった。
日本男子エペ団体メンバーは、加納虹輝（JAL）、見延和靖（ネクサス）、山田優（山一商事）、古俣は今大会、団体戦のみに出場できる補欠「リザーブ」として登録された。決勝のハンガリー戦には、加納、山田、古俣の3人で臨んだ。古俣は3点をリードされた第3試合に登場すると、果敢な攻めで4点を挙げ、1点差に詰め寄った。その後、再びリードされた7試合目も積極的に攻めた。加納、山田がそれぞれ1-3で敗れたハンガリーのコホに対し、3連続ポイントを奪うなどして5-3とポイントで上回り、スコアを16-17の僅差に戻した。
2024年9月11日に新潟県民栄誉賞を受賞。

## 戦績
高校
- 2013アジアユースゲームズ（17歳以下の部）3位
- 2014アジアカデ選手権大会（17歳以下の部）2位
- 2014世界カデ選手権大会混合団体（17歳以下の部）2位
- 2015年度全国高等学校総合体育大会　3位

大学
- 2017アジア選手権大会（20歳以下の部）3位
- 2017世界ジュニア選手権大会（20歳以下の部）ベスト32
- 2018（第70回）関東学生フェンシング選手権大会　男子エペ個人・男子団体　優勝[6][7]

社会人
- 2021シニアワールドカップロシア大会　7位
- 2022アジア選手権大会　2位
- 2022シニアワールドカップカナダ大会　団体3位
- 2023シニアグランプリカタール大会　3位[8]
- 2024シニアワールドカップフランス大会　団体優勝[9]